# MGM-166 LOSAT
L''MGM-166 LOSAT è stato un missile anticarro dalla funzionalità simile a quella di un proiettile anticarro sparato da un carro armato.

## Sviluppo
Lo sviluppo del programma LOSAT (Line-Of-Sight Anti-Tank) avvenne sul finire degli anni ottanta del XX secolo, in conseguenza di un programma di studio su nuovi missili ipersonici. A quel tempo la ditta Ling-Temco-Vought aveva iniziato il progetto del nuovo missile HMV (Hyper Velocity Missile), destinato ad un programma per un ordigno superficie-aria per l'US Air Force, e nel 1988, insieme alla Texas Instruments, ne propose una evoluzione denominata LOSAT, destinata all'esercito degli Stati Uniti d'America. L'anno successivo l'esercito lanciò l'ACAT I (Acquisition Category I), sotto la stretta supervisione del Director Operational Test and Evaluation (DOT&E), per un sostituto del missile anticarro Hughes BGM-71 TOW. Il nuovo sistema d'arma comprendeva un lanciatore per missili ad energia cinetica (KEM), dotato di telemetro laser e camera termica per il controllo del tiro. Furono effettuati sei lanci sperimentali, durante i quali emerse il problema che gli impulsi laser necessari alla guida dell'ordigno non riuscivano a penetrare i gas ionizzanti prodotti dallo scarico del propulsore, e il missile non riceveva gli eventuali ordini di correzione impartite dal sistema di guida. Nell'estate del 1991, grazie all'intervento dell'ufficio tecnico della Texas Instruments Incorporated, il problema fu superato, e il LOSAT colpì per la prima volta il bersaglio.
Nel 1992 il programma fu ridotto a semplice programma di dimostrazione tecnologica, e nel maggio 1994 lo House Armed Service Committee ne propose il definitivo abbandono, supportato dalla decisione presa dal Dipartimento della Difesa nel 1996 che ne dispose l'anticipata cancellazione. L'esercito si oppose fermamente, presentando ricorso sulla decisione, proponendo che il programma andasse avanti come dimostratore tecnologico sotto la sigla ACTD (Advanced Concept Technology Demonstration), casa che avvenne ufficialmente il 12 novembre 1997.
Per questo programma ACTD venne considerata l'installazione del missile dapprima sul veicolo da combattimento della fanteria M2 Bradley, poi sul carro leggero M8 AGS, e infine su veicoli 4x4 HMMWV Humvee. Nell'aprile 1998, quando erano già stati effettuati una cinquantina di lanci sperimentali, la Lockheed Martin Vought System di Grand Prairie, Texas firmò con il Dipartimento della difesa un contratto, dell durata di cinque anni e del valore di 5 milioni di dollari, per ricerca e sviluppo del LOSAT Advanced Concept Demostrator. L'attività sperimentale venne accelerata tra il 1999 e il 2000, e fu fatta richiesta della fornitura di 12 veicoli 4x4 HMMWV Humvee da modificare con l'installazione di due tubi lanciamissili binati sul tetto e 144 missili LRIP consegnati entro il 2003.

## Tecnica
Si tratta di un'arma hit-to-kill, cioè che deve centrare il bersaglio per distruggerlo, pesante 80 kg, capace di raggiungere velocità di 1.524 m/s (circa mach 4,5) in meno di 5 secondi e di penetrare il bersaglio con la sua testata perforante, praticamente come se fosse un proiettile di carro armato. L’energia sviluppata al momento dell’impatto è pari a 40MJ, contro i 7/10 di un proiettile perforante APFSDS MM829. Il vantaggio del sistema KEM è la totale assenza di parti mobili dell'arma, permettendo la produzione ad un minor prezzo.
Lungo tutto l’asse di simmetria del missile vi è un penetratore in tungsteno, mentre quattro alette stabilizzatrici posteriori permettono la manovrabilità al missile, alimentato da un motore a razzo a propellente solido ATK (Alliant Techsystems) Tactical Systems Company SRM che gli garantisce un raggio d’azione di 5 km. Davanti al propulsore è posizionata la sezione che contiene il sistema di guida inerziale, preceduta da quella contenente i piccoli razzi direzionali che consentono le correzioni di rotta. Sul muso, dietro il cappuccio aerodinamico è posta la sezione di guida primaria.
Il sistema di controllo del fuoco Raytheon IBAS (Improved Bradley Acquisition System) è costituito da una camera termica, un sistema TV e un telemetro laser BAE Systems Nord America a biossido di carbonio (CO²) per determinare la distanza del bersaglio e fornire le correzioni di rotta del missile.
L'arma permette di ingaggiare un eventuale serie di bersagli in pochi secondi. Essa può essere gestita da una squadra di tre uomini. L'artigliere, utilizzando un telemetro ad infrarossi, può convalidare l'aggancio contemporaneo di due obbiettivi. Sempre tramite esso, può regolare la traiettoria dell'ordigno durante il volo.
Il veicolo di lancio è costituito da un HMMWV Humvee nelle versioni M1113 e M1114, pesante 5.275 kg, sul tetto del quale sono sistemati quattro contenitori lanciatori per il missile MGM-116 LOSAT, il sistema di visione/condotta del tiro, e una gru azionata elettricamente per le operazioni di ricarica. Ulteriori otto missili sono trasportati nel rimorchio di riserva. Il sistema d’arma sarà dispiegabile all’estero tramite il trasporto aereo strategico e tattico (velivoli C-5, C-17, C-130H), e in zona di combattimento tramite elicotteri UH-60L e CH-47.
L'unità organizzativa basica del sistema LOSAT è costituita da una squadra di cinque uomini equipaggiata con due veicoli HMMWV e un rimorchio di rifornimento missili ad alta mobilità.

## Impiego operativo
I primi mezzi vennero assegnati alla Compagnia A, 5/11° Parachute Infantry Regiment della 82ª Airborne Division, in forza al XVIII Airborne Corps nell’agosto 2002, e i test poterono cominciare presso il sito di White Sands Missile Range nel Nuovo Messico. I test videro il lancio di 18 missili a partire dall’agosto 2003, e durarono fino al marzo 2004 dimostrando l'efficacia delle nuove armi contro obbiettivi pesantemente corazzati come fortificazioni o carri armati T-72 e M60. Ulteriori esperimenti, più limitati, vennero condotti a Fort Bliss, Texas, e completati con successo nel luglio 2004 con il lancio di sette KOM LOSAT. Tuttavia L’US Army decise di non produrre in serie il KEM ma una sua versione compatta, il CKEM, lungo 1,52 m, pesante 45,3 kg e con gittata da 5 km a 8 km, e nel 2007 questo fatto portò alla cancellazione del programma di acquisizione del LOSAT dopo che erano stati realizzati 435 missili.

### Annotazioni
1. ↑  In seguito divenuta parte della Lockheed Martin.
2. ↑  Acronimo di Kinetic Energy Missile.
3. ↑  Il primissimo mezzo preso in considerazione fu il carro armato pesante M1 Abrams.
4. ↑  Si tratta del missili del lotto di produzione iniziale (Low Rate Initial Production).
5. ↑  Si tratta di un modello prodotto dall’azienda francese Sofradir con sensore a piano focale 480x4.
6. ↑  Dieci veicoli possono essere trasportati sul C-5, sette sul C-17 e due sul C-130H.
7. ↑  Un veicolo può essere trasportato all’interno del vano di carico di un CH-47, mentre uno può essere appeso al gancio baricentrico di un UH-60L.

### Fonti
1. 1 2  Po 2003, p. 59.
2. ↑  Shreder 2006, p. 8.
3. 1 2 3 4 5 6 7  Po 2003, p. 56.
4. 1 2  Po 2003, p. 57.
5. 1 2 3 4 5 6 7  Green 2005, p. 110.
6. ↑  Hilsman 1999, p. 20.
7. 1 2 3 4 5 6 7 8  Po 2003, p. 58.
8. ↑  Army Technology.
9. 1 2  Green 2005, p. 111.